# Siberiade
Siberiade (in russo Сибириада?, Sibiriada) è un film del 1979 diretto da Andrej Končalovskij, vincitore del Grand Prix Speciale della Giuria al 32º Festival di Cannes.. Il film è diviso in due parti, a sua volta ripartiti in sei episodi.

## Trama
La storia ruota attorno a due famiglie in lotta, i Solomin e gli Ustazanin, che vivono a Elan, nella Siberia Orientale. I Solomin sono ricchi proprietari terrieri e gli Ustazanin proletari.
Il film inizia nel 1904. Il giovane Nikolai "Kolya" Ustazanin tira a campare rubando ai Solomin. Incontra Rodion Klimentov, un fuggitivo rivoluzionario che lo ispira, ma viene presto trovato dalla polizia e portato via.
Nel 1917, Kolya aiuta suo padre Afonija a costruire una strada che conduca fuori da Elan, un progetto epico che si estende per molti chilometri. Ha una relazione romantica con Anastasya "Nastya" Solomina, ma una lite sulla rivoluzione fa infuriare Nastya, che cerca immediatamente Philip Solomin, lo bacia e chiede il matrimonio. Quando iniziano i preparativi per il matrimonio, Kolya chiede perdono, ma Nastya non rinuncia alla sua vendetta. Kolya litiga con i Solomin e, sconfitto, viene gettato alla deriva lungo il fiume. Alla fine della cerimonia, Nastya fa un gesto di sfida a Philip, apparentemente chiarendo che, nonostante lo abbia sposato, non sarà mai sua. A questo punto, Nastya si ricongiunge con Kolya, ancora svenuto. Nel frattempo Afonija ha un problema al cuore, si sdraia su un formicaio e muore da solo.
Nel 1932, Kolya, ora un funzionario del PCUS, torna a Elan con il suo fedele figlio Aleksej. Informa i Solomin che Nastya, che era partita con lui, è morta eroicamente. In una riunione del municipio convince il villaggio a concordare un piano per sfruttare le risorse naturali della zona. Una disputa porta Kolya ad arrestare Spiridon Solomin, che lo uccide, mentre Aleksej fugge.
Nel giugno 1941, Aleksej torna a Elan e incontra Taya che si innamora di lui. Una chiatta di reclutamento visita la città, annunciando l'inizio della Grande Guerra Patriottica e Aleksej si arruola. La barca si allontana e Taya urla ad Aleksej che lo aspetterà per tutta la vita. In guerra, Aleksej salva un ufficiale ferito e diventa un eroe di guerra decorato. La guerra finisce e Taya continua ad aspettare giorno dopo giorno il ritorno di Aleksej, cosa che non avviene mai.
Intorno al 1964, Aleksej torna a Elan con una squadra di trivellatori petroliferi. Spiridon è uscito di prigione amareggiato e indebolito e Aleksej prova solo pietà per lui. Incontra Taya e ha una relazione occasionale, ma lei è anche corteggiata dal capo di Aleksej, Tofik. Nel frattempo Philip, l'ufficiale soccorso da Aleksej, è salito in alto nei ranghi della leadership sovietica, ma lotta con la sua coscienza sul piano per un imponente progetto di diga idroelettrica che allagherebbe Elan. Aleksej si dimette dall'operazione di trivellazione petrolifera per lasciare la città, fermandosi a casa di Taya per portarla con sé nella località turistica di Sochi, ma diventa chiaro la distanza tra loro è diventata incolmabile; si rifiuta di dire se il bambino che aspetta sia di Aleksej o di Tofik. Aleksej se ne va furibondo e il pozzo di petrolio esplode mentre lui lascia la città. Lo scoppio si trasforma in un inferno e Aleksej si precipita a salvare un ex collega, morendo nel processo. Spiridon gongola per la scomparsa dell'ultimo Ustazanin, ma Taya gli rivela che il figlio che porta in grembo è proprio di Aleksej.
A una conferenza del partito a Mosca arriva un telegramma con la notizia dello sciopero petrolifero, che rivendica la Siberia come centro minerario. I dirigenti del partito reagiscono con piacere ma concedono un momento di silenzio per la scomparsa di Aleksej. Philip vola a Elan per supervisionare l'operazione di contenimento, ma diventa chiaro che il cimitero deve essere raso al suolo per salvare la città. Alla fine del film, i fantasmi dei Solomin e degli Ustazanin sembrano apparire nel cimitero esprimendo gratitudine e unità.

## Riconoscimenti
- 1979 - Festival di Cannes
  - Grand Prix Speciale della Giuria